# 1017 Jacqueline
Jacqueline (asteroide 1017) é um asteroide da cintura principal com um diâmetro de 37,65 quilómetros, a 2,405111 UA. Possui uma excentricidade de 0,0770972 e um período orbital de 1 536,58 dias (4,21 anos).
Jacqueline tem uma velocidade orbital média de 18,45028838 km/s e uma inclinação de 7,93784º.
Esse asteroide foi descoberto em 4 de fevereiro de 1924 por Benjamin Jekhowsky.